# Ian Bohen
Ian Stuart Bohen, född 24 september 1976 i Carmel i Kalifornien, är en amerikansk skådespelare, känd för att spela rollen som Peter Hale i MTV-serien Teen Wolf och Ryan i Paramount Networks dramaserie Yellowstone. Han har också haft en återkommande roll som Roy Hazelitt i AMC-serien Mad Men.

## Filmografi (i urval)

### Filmer
- 1994 – Wyatt Earp
- 1995 – Monster Mash
- 1996 – Mitt liv, mitt val
- 2001 – Pearl Harbor
- 2007 – Marigold
- 2012 – The Dark Knight Rises
- 2017 – Wind River
- 2018 – Sicario 2: Soldado
- 2023 – Teen Wolf: The Movie

### TV-serier
| - 1995 – Walker, Texas Ranger (TV-serie) - 1995 – Doktor Quinn (TV-serie) - 1996 – Här är ditt liv, Cory (TV-serie) - 1996 – Småstadsliv (TV-serie) - 1997 – Baywatch Nights (TV-serie) - 1997–1998 – Hercules (TV-serie) - 1998 – Dawsons Creek (TV-serie) - 2004 – På heder och samvete (TV-serie) - 2004 – Cold Case (TV-serie) - 2004 – Mellan himmel och jord (TV-serie) - 2007 – Mad Men (TV-serie) - 2009 – Prison Break (TV-serie) | - 2010 – CSI: Miami (TV-serie) - 2011 – Drop Dead Diva (TV-serie) - 2011 – Body of Proof (TV-serie) - 2011–2017 – Teen Wolf (TV-serie) - 2012 – Breakout Kings (TV-serie) - 2012 – The Mentalist (TV-serie) - 2012 – Major Crimes (TV-serie) - 2013 – CSI: Crime Scene Investigation (TV-serie) - 2013 – The Client List (TV-serie) - 2014 – Beauty & the Beast (TV-serie) - 2014 – Chicago P.D. (TV-serie) - 2018–nutid – Yellowstone (TV-serie) - 2022 – Superman & Lois (TV-serie) |